# Daria Saville
Daria Saville, nata Dar’ja Alekseevna Gavrilova (in russo Дарья Алексеевна Гаврилова?; Mosca, 5 marzo 1994), è una tennista australiana che fino al 2015 rappresentò la Russia, suo Paese d'origine, sotto la cui bandiera disputò le Olimpiadi giovanili del 2010.
Dal 2016 milita nella squadra australiana di Billie Jean King Cup.
Ha vinto complessivamente quattro tornei WTA e sette ITF.
È sposata con il collega australiano Luke Saville.

## Biografia
Nel 2008 ha vinto i campionati mondiali juniores del Les Petits As. Nel 2009 arrivò in finale all'Open di Francia 2009 - Singolare ragazze, dove fu sconfitta da Kristina Mladenovic per 6-3 e 6-2. Al torneo di Wimbledon 2009 - Singolare ragazze venne sconfitta da Akiko Ōmae.
L'anno successivo vinse l'US Open 2010 - Singolare ragazze sconfiggendo in finale Julija Putinceva per 6-3 e 6-2, mentre al doppio partecipò con Irina Chromačëva e arrivò alle semifinali, perdendo contro Tímea Babos e Sloane Stephens.
All'Australian Open 2010 - Singolare ragazze arrivò ai quarti, venendo eliminata da Karolína Plíšková per 6-1 e 7-5.
Nei Giochi olimpici giovanili estivi del 2010 vinse la medaglia d'oro nel singolo femminile: in finale batté Zheng Saisai per 2-6, 6-0 e 6-2.
Agli Internazionali di Roma, nel maggio del 2015, riuscì a giocare un ottimo torneo, arrivando alle semifinali contro Marija Šarapova, che la eliminò con il punteggio di 7-5 e 6-3. Nei turni precedenti aveva eliminato in ordine la Soler Espinosa e la Bencic. Il 13 maggio ottenne un grande risultato, battendo la numero 7 del ranking Ana Ivanović; negli ottavi di finale superò la svizzera Timea Bacsinszky e nei quarti sconfisse Christina McHale, arrivando a essere la numero 50 nel ranking mondiale. Al Roland Garros perse al secondo turno contro la tedesca Sabine Lisicki.
Il 22 ottobre 2016 raggiunse la posizione n.24 del ranking WTA dopo la sconfitta in finale nella Kremlin Cup contro la connazionale Svetlana Kuznecova.

### 2017: 1º titolo WTA e top-20
Dar'ja inizia l'anno a Sydney, dove raccoglie una sconfitta al secondo turno contro Johanna Konta (1-6 3-6). Prende poi parte all'Australian Open, dove batte Broady (3-6 6-4 7-5), Konjuh (6-2 1-6 6-4) e la nº12 del seeding Bacsinszky (6-3 5-7 6-4), tronando al quarto turno del primo major annuale un anno dopo la prima volta. Agli ottavi, cede il passo a Karolína Plíšková con un duplice 3-6. Dopodiché, ottiene il secondo turno a San Pietroburgo e Miami e il terzo round a Indian Wells. A Charleston dà il via alla stagione su terra: dopo il bye, estromette Alison Riske (6-3 6-1) prima di arrendersi a Kasatkina (3-6 6-4 0-6), che poi vincerà il trofeo. A Rabat coglie il primo quarto WTA stagionale, eliminando le belghe Zanevs'ka (6-2 6-2) e Mertens (6-2 6-1); tra le ultime otto, viene battuta da Sara Errani in due set. Dopo una sconfitta all'esordio a Madrid, prende parte al torneo di Roma: passa le qualificazioni imponendosi su Sasnovič (6-2 4-6 6-2) e Mattek-Sands (6-2 6-4). Al primo turno, supera la finalista in carica Madison Keys per 2-6 7-5 7-5; al secondo turno, estromette la francese Garcia per 7-5 3-6 6-3 mentre agli ottavi rimonta un set di svantaggio alla nº8 del mondo Kuznecova (2-6 7-5 6-4), battendo la sua ottava top-10 in carriera e tornando nei quarti del torneo italiano dopo due anni dalla prima volta. Tra le ultime otto, cede a Kiki Bertens, con lo score di 3-6 3-6. La settimana successiva, gioca a Strasburgo, dove è la 7° testa di serie: batte Chirico (6-2 6-3) e poi, con fatica, Kuličkova (6-3 6(5)-7 6-4) e Barty (6-4 6(3)-7 7-6(5)). In semifinale, elimina la padrona di casa Garcia per 6-4 6-2, approdando alla sua seconda finale WTA della carriera, la prima su terra rossa. Nella circostanza, perde il derby con Samantha Stosur, che la supera con lo score di 7-5 4-6 3-6. Chiude la parte di anno sul rosso al Roland Garros, dove incassa una sconfitta all'esordio contro Mertens. Sull'erba, raggiunge i quarti a Birmingham, estromettendo Hsieh (6-4 6-4) e Siniaková (7-5 2-6 6-4); tra le ultime otto, cede a Lucie Šafářová in tre set. A Eastbourne esce al secondo turno (dopo un bye) contro Arruabarrena mentre a Wimbledon si arrende subito a Petra Martić (4-6 6-2 8-10). Sul cemento americano, dopo due secondi turni a Toronto e Cincinnati, partecipa al torneo di New Haven: dopo un successo in tre parziali su Kristýna Plíšková (7-5 4-6 7-5), si impone su Tímea Babos (7-5 7-6(6)) e la qualificata Kirsten Flipkens (6-2 6-4), qualificandosi alla sua seconda semifinale WTA stagionale. Nella circostanza, prevale sulla nº1 del tabellone Agnieszka Radwańska per 6-4 6-4, centrando il secondo successo del 2017 su una top-10. Gavrilova giunge così alla sua seconda finale dell'anno, la terza della carriera: nell'ultimo atto, l'australiana batte la nº2 del seeding Dominika Cibulková per 4-6 6-3 6-4, portando a casa il primo trofeo nel circuito maggiore. Grazie al successo, sale al nº20 del mondo, suo best-ranking. Allo US Open, elimina Kiick (6-2 6-1) prima di cedere a Shelby Rogers al tie-break del terzo set. Dopo due uscite al primo turno tra Tokyo e Wuhan, raggiunge gli ottavi a Pechino, dove perde da Barbora Strycová per 0-6 4-6. Nell'International di Hong Kong è la 7° testa di serie: si impone su Miyu Katō (6-1 7-6(4)) e poi su Shelby Rogers (6-1 2-6 6-2), arrivando ai quarti, dove supera Lizette Cabrera per 6-1 3-6 6-4. In semifinale, sconfigge Jennifer Brady per 6-0 7-5, cogliendo la terza finale WTA del 2017. Nella circostanza, cede il passo ad Anastasija Pavljučenkova con lo score di 7-5 3-6 6(3)-7. Nella Kremlin Cup, esce di scena al secondo turno contro Vera Lapko.
Termina l'anno al nº25 del mondo, la stessa posizione di chiusura del 2016.

### 2018
Gavrilova inizia l'anno a Sydney: batte le due connazionali Olivia Rogowska (6-4 1-6 7-5) e Samantha Stosur (6-4 6-2), raggiungendo i quarti, dove approfitta del walkover di Garbiñe Muguruza, nº3 del mondo. Nel penultimo atto, cede ad Ashleigh Barty, col punteggio di 6-3 4-6 2-6. All'Australian Open esce di scena al secondo turno contro Elise Mertens, che poi arriverà in semifinale. Ad Acapulco, dove è terza testa di serie, giunge in semifinale, battendo Madison Brengle (4-6 6-3 6-3), Renata Zarazúa (7-5 6-3) e Verónica Cepede Royg (6-4 4-6 6-2). Nel penultimo atto, come successole a Sydney, viene sconfitta, stavolta da Lesja Curenko (2-6 4-6). A Indian Wells e Miami viene eliminata al terzo turno. Sulla terra, si ferma al secondo turno a Charleston e poi all'esordio a Praga e Madrid. A Roma elimina la qualificata Vichljanceva per 5-7 6-4 6-3 e poi la nº3 del mondo Muguruza al tie-break del terzo set, centrando la 10ª vittoria in carriera su una top-10 (la 4° su una top-5), la nº4 nella capitale italiana. Agli ottavi, esce di scena contro Marija Šarapova in due parziali. Delude le aspettative a Strasburgo (dove è finalista in carica): estromette Jennifer Brady prima di cedere a Samantha Stosur. Al Roland Garros, ottiene il miglior risultato in carriera raggiungendo il terzo turno, grazie ai successi su Cîrstea e Pera in tre set. Ai sedicesimi, si arrende a Elise Mertens (3-6 1-6). Sull'erba, ottiene il secondo round a Birmingham e Eastbourne; a Wimbledon, batte Caroline Dolehide (6-2 6-3) e Samantha Stosur (6-4 6-1), guadagnandosi il suo primo terzo round sui prati inglesi; nella circostanza, viene superata da Sasnovič, per 3-6 1-6. Il cemento americano non arride a Gavrilova, che centra al massimo due secondi turni. In Asia, Dar'ja arriva gli ottavi a Wuhan, sconfiggendo la nº12 del mondo Ostapenko (6-2 6-4) e Strycová (6-2 7-6(3)) per poi cedere a Wang Qiang (5-7 2-6). A Hong Kong, dove difendeva la finale, esce di scena ai quarti contro Zhang (1-6 3-6).
Termina l'anno al nº38 del mondo.

### 2019: uscita dalla top-200
L'inizio anno di Gavrilova non è positivo: inanella ben 5 sconfitte consecutive al primo turno a Brisbane, Sydney, Melbourne, San Pietroburgo e Acapulco. Scende così nel ranking, uscendo dalla top-50. A Indian Wells si sblocca, riuscendo a battere Jastrems'ka (6-2 5-7 6-2) e Buzărnescu (6-2 6-2); si ferma al terzo turno, eliminata da Elina Svitolina in due set. Dopo questo buon risultato, torna a perdere al primo turno per altri quattro tornei di fila (Miami, Rabat, qualificazioni di Roma e Madrid). Si riprende a Strasburgo, dove raggiunge i primi quarti stagionali estromettendo Marcinkēviča (7-5 7-5) e Hesse (4-6 6-2 7-5); tra le ultime otto, cede a Chloe Paquet per 3-6 6(1)-7. In doppio, assieme a Ellen Perez, vince il suo secondo titolo nella specialità. Al Roland Garros si ritira nel corso del match di primo turno contro Krunić. Sull'erba, esce di scena al secondo turno a Eastbourne mentre, a Wimbledon, viene battuta subito da Svitolina. Chiude la stagione allo US Open, dove incassa una sconfitta immediata da Fiona Ferro (3-6 4-6).
A causa degli scarsi risultati, chiude l'anno fuori dalle prime 200 del mondo, terminando al nº237 del mondo.

### 2020
Dar'ja salta l'Australian Open a causa di un infortunio al tendine d'Achille. A causa della pandemia di COVID-19, il circuito WTA si ferma da marzo ad agosto. L'australiana torna in campo a settembre nell'ITF di Cagnes Sur Mer: arriva fino ai quarti di finale, dove cede alla bulgara Tomova (3-6 1-6). Sfrutta poi il ranking protetto per prendere parte al Roland Garros, straordinariamente giocato d'autunno: batte la nº24 del seeding Dajana Jastrems'ka per 6-4 6-3, tornando a vincere su una top-100 dopo oltre un anno; al secondo turno, viene eliminata dalla wild-card Eugenie Bouchard, con lo score di 7-5 4-6 3-6.
Chiude la stagione al nº446 del mondo.

### 2021: intervento al tallone d'Achille
Gavrilova inizia l'anno allo Yarra Valley Classic, dove riceve una wild-card per partecipare: sconfigge Kužmová (6-2 6-0) per poi perdere da Serena Williams in due set. Ottiene una wild-card per partecipare anche all'Australian Open: al primo turno, batte Sara Sorribes Tormo per 6-1 7-5 mentre, al round successivo, cede il passo alla nº1 del mondo Ashleigh Barty (1-6 6(7)-7).
Dopo lo slam di casa, Dar'ja decide di fermarsi per diversi mesi per sottoporsi a un intervento al tallone d'Achille.
Torna in campo a novembre, convocata dall'Australia per la fase finale della Billie Jean King Cup: Gavrilova vince il suo match contro la belga Minnen (nº70 del mondo), aiutando la sua nazionale a vncere il tie con il team avversario.
Chiude la stagione al nº419 del mondo.
A dicembre si sposa con Luke Saville, assumendone il cognome nel circuito WTA.

### 2022: quarti a Miami, rientro in top-100, 5° finale in singolare, terzo titolo in doppio e altro intervento chirurgico
Dar'ja tenta le qualificazioni per il WTA '500' di Adelaide: le passa battendo Caty McNally (6-3 6-4) e Katie Boulter (7-5 3-6 6-4), tornando in un main-draw del circuito maggiore dopo quasi un anno. Al primo turno, cede il passo alla nº9 del mondo Iga Świątek, con un doppio 3-6. Successivamente, prende parte al WTA '250' di Adelaide grazie a una wild-card: viene subito eliminata da Ana Konjuh (2-6 6(4)-7). Anche all'Australian Open riceve una wild-card per il tabellone principale: viene estromessa da Rebecca Peterson in due set al primo round (2-6 3-6). Sfruttando il ranking protetto, partecipa al torneo di Guadalajara: al primo turno, approfitta del ritiro della testa di serie nº1 Emma Raducanu sul 5-7 7-6(4) 4-3; al secondo turno, batte l'americana Dolehide (6-1 6-3), approdando ai quarti di finale, il primo dal 2019 a livello WTA. Nella circostanza, cede il passo a Sloane Stephens, che poi vincerà il titolo. Grazie nuovamente al ranking protetto, prende parte alle qualificazioni del '1000' di Indian Wells: sconfiggendo Kamilla Rachimova (7-5 6-3) e Magdalena Fręch (6-0 3-6 6-3), accede al tabellone principale. Al primo turno, lascia 5 giochi a Shuai Zhang (6-3 6-2); al secondo turno, si impone su Ons Jabeur, nº10 del mondo, per 7-5 6(0)-7 6-4, ottenendo la 12° vittoria in carriera su una top-10, la prima dal 2018. Al terzo turno, estromette la nº20 del seeding Elise Mertens per 6-3 4-6 6-3, arrivando agli ottavi di finale del torneo californiano per la prima volta. Al quarto turno, è costretta al ritiro nel corso del primo set della sfida con Maria Sakkarī. Successivamente, partecipa al '1000' di Miami, grazie a una wild-card per il main-draw: al primo round, elimina Greet Minnen (7-5 6-3) mentre, al secondo turno, sfida Harmony Tan, che ha preso il posto di un'infortunata Simona Halep. Saville vince per 6-4 6-2 sulla francese, approdando al terzo turno, dove approfitta del ritiro di Kateřina Siniaková sul 6-0 1-0. Nel secondo ottavo '1000' consecutivo, trova un'altra lucky loser, Lucia Bronzetti: dopo 3 ore di gioco, l'australiana prevale sull'avversaria con lo score di 5-7 6-4 7-5, annullando anche un match-point nel terzo set. Dar'ja si qualifica così per il suo quinto quarto di finale di un torneo WTA di questa caratura, il primo da Roma 2017. Tra le ultime otto, affronta Belinda Bencic: Saville si arrende nettamente alla svizzera, col punteggio di 1-6 2-6. 

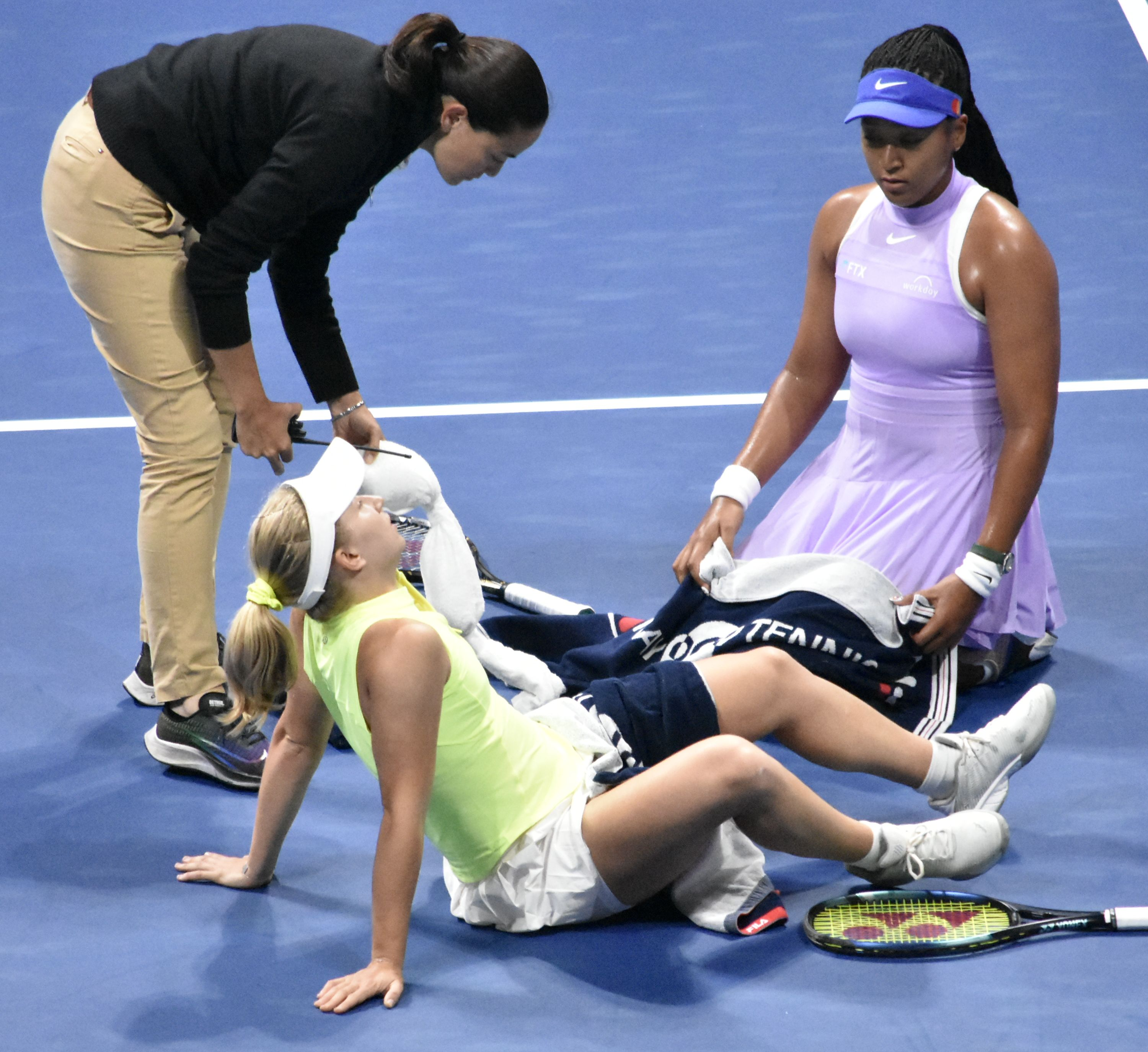
Il momento dell'infortunio di Daria a Tokyo

A Strasburgo esce di scena al primo turno in singolare, mentre nella specialità del doppio, in coppia con Nicole Melichar-Martinez, raggiunge la finale dove affronta le teste di serie numero uno Sania Mirza e Lucie Hradecká, battendole al super tie-break conquistando così il terzo titolo di doppio in carriera per l'australiana. Prende parte all'Open di Francia grazie ad una wild-card e sconfigge in due set la qualificata Valentini Grammatikopoulou, passando al secondo turno dove si impone sulla testa si serie n°32 Petra Kvitová. Raggiunge per la seconda volta il terzo turno nello Slam parigino, dove si arrende in due set alla futura semifinalista Martina Trevisan.
Comincia la stagione su erba con la sconfitta a 's-Hertogenbosch per mano di Caty McNally, mentre la settimana successiva gioca la qualificazioni a Berlino e avanza nel main draw, dove batte Jil Teichmann al primo turno ma poi perde ai quarti di finale contro Maria Sakkarī. Dopo la mancata qualificazione al torneo di Eastbourne, le viene concessa una wild-card per Wimbledon, ma esce di scena subito contro Viktorija Tomova così come nel doppio, in coppia con Ajla Tomljanović. Torna a disputare un match dopo più di un mese, a Washington, dove ha la meglio su Mirjam Björklund, sulla n°7 al mondo Jessica Pegula e su Rebecca Marino, conquistando la prima semifinale da marzo 2018. Nella circostanza viene sconfitta da Kaia Kanepi. In agosto, l'australiana gioca il torneo di Granby: da nona testa di serie, raggiunge la finale, la prima a livello WTA dal 2017; nell'ultimo atto, si arrende alla russa Kasatkina in due set.
Al torneo di Tokyo di settembre ha subìto una lesione al legamento crociato anteriore durante il primo game del match d'apertura contro Naomi Ōsaka. Dopo il ritiro si è sottoposta ad un intervento chirurgico che la terrà lontana dai campi di tennis fino a luglio o agosto 2023.

### 2023: ritorno in campo e semifinale ad Amburgo
L'australiana torna in campo per la stagione sull'erba: a Birmingham gioca le qualificazioni, tornando al successo contro Madison Brengle; al secondo turno, viene eliminata da Buçsa in tre set. A Eastbourne, disputa il torneo di doppio assieme a Gabriela Dabrowski: le due escono di scena al secondo turno per mano di Ostapenko/Kičenok. A Wimbledon, attraverso il ranking protetto, è ammessa al tabellone principale: la sua avventura termina al primo turno contro Katie Boulter (6(4)-7 2-6). A Budapest, si arrende subito alla futura campionessa Marija Timofeeva; in doppio, raggiunge la semifinale con la connazionale Perez. Al successivo torneo di Amburgo, si qualifica per il main draw grazie ai successi su Palicová e Kraus; al primo turno, batte la n°4 del seeding Jasmine Paolini in due set mentre, al secondo round, elimina la padrona di casa Korpatsch; nei suoi primi quarti di finale da Washinghton 2022, l'australiana si impone su Jule Niemeier (6-3 6-2), raggiungendo la semifinale, dove si arrende ad Arantxa Rus.

## Statistiche WTA

### Singolare

#### Vittorie (1)
| Legenda               | Legenda      |
| --------------------- | ------------ |
| Grande Slam (0)       |              |
| Ori Olimpici (0)      |              |
| WTA Finals (0)        |              |
| WTA Elite Trophy (0)  |              |
| Dal 2009 al 2020      | Dal 2021     |
| Premier Mandatory (0) | WTA 1000 (0) |
| Premier 5 (0)         | WTA 1000 (0) |
| Premier (1)           | WTA 500 (0)  |
| International (0)     | WTA 250 (0)  |

| N. | Data           | Torneo                      | Superficie | Avversaria         | Punteggio     |
| 1. | 26 agosto 2017 | Connecticut Open, New Haven | Cemento    | Dominika Cibulková | 4-6, 6-3, 6-4 |

#### Sconfitte (4)
| Legenda               | Legenda      |
| --------------------- | ------------ |
| Grande Slam (0)       |              |
| Argenti Olimpici (0)  |              |
| WTA Finals (0)        |              |
| WTA Elite Trophy (0)  |              |
| Dal 2009 al 2020      | Dal 2021     |
| Premier Mandatory (0) | WTA 1000 (0) |
| Premier 5 (0)         | WTA 1000 (0) |
| Premier (1)           | WTA 500 (0)  |
| International (2)     | WTA 250 (1)  |

| N. | Data            | Torneo                                          | Superficie  | Avversaria               | Punteggio        |
| 1. | 22 ottobre 2016 | Kremlin Cup, Mosca                              | Cemento (i) | Svetlana Kuznecova       | 2-6, 1-6         |
| 2. | 27 maggio 2017  | Internationaux de Strasbourg, Strasburgo        | Terra rossa | Samantha Stosur          | 7-5, 4-6, 3-6    |
| 3. | 15 ottobre 2017 | Hong Kong Open, Hong Kong                       | Cemento     | Anastasija Pavljučenkova | 7-5, 3-6, 6(3)-7 |
| 4. | 27 agosto 2022  | Championnats Banque Nationale de Granby, Granby | Cemento     | Dar'ja Kasatkina         | 4-6, 4-6         |

### Doppio

#### Vittorie (3)
| Legenda               | Legenda      |
| --------------------- | ------------ |
| Grande Slam (0)       |              |
| Ori Olimpici (0)      |              |
| WTA Finals (0)        |              |
| WTA Elite Trophy (0)  |              |
| Dal 2009 al 2020      | Dal 2021     |
| Premier Mandatory (0) | WTA 1000 (0) |
| Premier 5 (0)         | WTA 1000 (0) |
| Premier (0)           | WTA 500 (0)  |
| International (2)     | WTA 250 (1)  |

| N. | Data           | Torneo                                       | Superficie  | Compagna                 | Avversarie in finale             | Punteggio        |
| 1. | 26 luglio 2015 | Istanbul Cup, Istanbul                       | Cemento     | Elina Svitolina          | Çağla Büyükakçay Jelena Janković | 5-7, 6-1, [10-4] |
| 2. | 25 maggio 2019 | Internationaux de Strasbourg, Strasburgo     | Terra rossa | Ellen Perez              | Duan Yingying Han Xinyun         | 6-4, 6-3         |
| 3. | 21 maggio 2022 | Internationaux de Strasbourg, Strasburgo (2) | Terra rossa | Nicole Melichar-Martinez | Lucie Hradecká Sania Mirza       | 5-7, 7-5, [10-6] |

#### Sconfitte (2)
| Legenda               | Legenda      |
| --------------------- | ------------ |
| Grande Slam (0)       |              |
| Argenti Olimpici (0)  |              |
| WTA Finals (0)        |              |
| WTA Elite Trophy (0)  |              |
| Dal 2009 al 2020      | Dal 2021     |
| Premier Mandatory (0) | WTA 1000 (0) |
| Premier 5 (0)         | WTA 1000 (0) |
| Premier (2)           | WTA 500 (0)  |
| International (0)     | WTA 250 (0)  |

| N. | Data              | Torneo                        | Superficie  | Compagna         | Avversarie in finale                       | Punteggio        |
| 1. | 21 ottobre 2016   | Kremlin Cup, Mosca            | Cemento (i) | Dar'ja Kasatkina | Andrea Sestini Hlaváčková Lucie Hradecká   | 6-4, 0-6, [7-10] |
| 2. | 23 settembre 2017 | Toray Pan Pacific Open, Tokyo | Cemento     | Dar'ja Kasatkina | Andreja Klepač María José Martínez Sánchez | 3-6, 2-6         |

## Statistiche ITF

### Singolare

#### Vittorie (5)
| Torneo $100.000 (0) |
| Torneo $80.000 (0)  |
| Torneo $75.000 (0)  |
| Torneo $60.000 (1)  |
| Torneo $50.000 (2)  |
| Torneo $25.000 (1)  |
| Torneo $15.000 (0)  |
| Torneo $10.000 (1)  |

| N. | Data             | Torneo                                          | Superficie | Avversaria in finale | Punteggio     |
| 1. | 17 aprile 2011   | GD Tennis Cup, Adalia                           | Cemento    | Ksenija Lykina       | 6-4, 4-6, 6-2 |
| 2. | 11 ottobre 2014  | Chang ITF Thailand Pro Circuit Bangkok, Bangkok | Cemento    | Sabina Sharipova     | 7-6(4), 6-3   |
| 3. | 8 febbraio 2015  | McDonald's Burnie International, Burnie         | Cemento    | Irina Falconi        | 7-5, 7-5      |
| 4. | 15 febbraio 2015 | Launceston Tennis International, Launceston     | Cemento    | Tereza Mrdeža        | 6-1, 6-2      |
| 5. | 1º dicembre 2024 | Gold Coast Tennis International, Carrara        | Cemento    | Lizette Cabrera      | 7-5, 7-6(3)   |

#### Sconfitte (2)
| Torneo $100.000 (0) |
| Torneo $80.000 (0)  |
| Torneo $75.000 (0)  |
| Torneo $60.000 (0)  |
| Torneo $50.000 (0)  |
| Torneo $25.000 (2)  |
| Torneo $15.000 (0)  |
| Torneo $10.000 (0)  |

| N. | Data           | Torneo            | Superficie  | Avversaria in finale | Punteggio        |
| 1. | 27 marzo 2011  | Spring Cup, Mosca | Cemento (i) | Ljudmyla Kičenok     | 2-6, 0-6         |
| 2. | 20 maggio 2012 | Summer Cup, Mosca | Terra rossa | Margarita Gasparjan  | 6-4, 4-6, 6(2)-7 |

### Doppio

#### Vittorie (2)
| Torneo $100.000 (0) |
| Torneo $80.000 (0)  |
| Torneo $75.000 (0)  |
| Torneo $60.000 (0)  |
| Torneo $50.000 (1)  |
| Torneo $25.000 (1)  |
| Torneo $15.000 (0)  |
| Torneo $10.000 (0)  |

| N. | Data           | Torneo                                        | Superficie  | Compagna         | Avversarie in finale             | Punteggio   |
| 1. | 5 maggio 2012  | ITF Women's Circuit Chiasso, Chiasso          | Terra rossa | Irina Chromačëva | Conny Perrin Maša Zec-Peškirič   | 6-0, 7-6(1) |
| 2. | 12 luglio 2014 | FSP Gold River Women's Challenger, Sacramento | Cemento     | Storm Sanders    | Maria Sanchez Zoe Gwen Scandalis | 6-2, 6-1    |

#### Sconfitte (1)
| Torneo $100.000 (0) |
| Torneo $80.000 (0)  |
| Torneo $75.000 (0)  |
| Torneo $60.000 (0)  |
| Torneo $50.000 (0)  |
| Torneo $25.000 (1)  |
| Torneo $15.000 (0)  |
| Torneo $10.000 (0)  |

| N. | Data           | Torneo                                          | Superficie | Compagna         | Avversarie in finale | Punteggio |
| 1. | 6 ottobre 2014 | Chang ITF Thailand Pro Circuit Bangkok, Bangkok | Cemento    | Irina Chromačëva | Liu Chang Lu Jiajing | 4–6, 3–6  |

## Grand Slam Junior

### Singolare

#### Vittorie (1)
| Tornei del Grande Slam  |
| ----------------------- |
| Australian Open (0)     |
| Open di Francia (0)     |
| Torneo di Wimbledon (0) |
| US Open (1)             |

| N. | Data              | Torneo            | Superficie | Avversaria in finale | Punteggio |
| 1. | 11 settembre 2010 | US Open, New York | Cemento    | Julija Putinceva     | 6-3, 6-2  |

#### Sconfitte (1)
| Tornei del Grande Slam  |
| ----------------------- |
| Australian Open (0)     |
| Open di Francia (1)     |
| Torneo di Wimbledon (0) |
| US Open (0)             |

| N. | Data          | Torneo                  | Superficie  | Avversaria in finale | Punteggio |
| 1. | 6 giugno 2009 | Open di Francia, Parigi | Terra rossa | Kristina Mladenovic  | 3-6, 2-6  |

### Doppio

#### Vittorie (1)
| Tornei del Grande Slam  |
| ----------------------- |
| Australian Open (0)     |
| Open di Francia (1)     |
| Torneo di Wimbledon (0) |
| US Open (0)             |

| N. | Data          | Torneo                  | Superficie  | Compagna         | Avversarie in finale                    | Punteggio        |
| 1. | 8 giugno 2012 | Open di Francia, Parigi | Terra rossa | Irina Chromačëva | Montserrat González Beatriz Haddad Maia | 4-6, 6-4, [10-8] |

## Risultati in progressione
| Sigla | Risultato               |
| ----- | ----------------------- |
| V     | Vincitore               |
| F     | Finalista               |
| SF    | Semifinalista           |
| O     | Oro olimpico            |
| A     | Argento olimpico        |
| SF    | Bronzo olimpico         |
| QF    | Quarti di Finale        |
| 4T    | Quarto turno            |
| 3T    | Terzo turno             |
| 2T    | Secondo turno           |
| 1T    | Primo turno             |
| RR    | Round Robin             |
| LQ    | Turno di qualificazione |
| A     | Assente                 |
| ND    | Non disputato           |

| Legenda superfici    |
| -------------------- |
| Cemento              |
| Terra battuta        |
| Erba                 |
| Superficie variabile |

### Singolare nei tornei del Grande Slam
| Torneo                     | 2013 | 2014 | 2015 | 2016 | 2017 | 2018 | 2019 | 2020 | 2021 | 2022 | 2023 | V–S   |
| -------------------------- | ---- | ---- | ---- | ---- | ---- | ---- | ---- | ---- | ---- | ---- | ---- | ----- |
| Australian Open, Melbourne | 2T   | A    | 1T   | 4T   | 4T   | 2T   | 1T   | A    | 2T   | 1T   | A    | 9–8   |
| Open di Francia, Parigi    | Q3   | A    | 2T   | 1T   | 1T   | 3T   | 1T   | 2T   | A    | 3T   | A    | 6–7   |
| Wimbledon, Londra          | Q1   | A    | 1T   | 2T   | 1T   | 3T   | 1T   | ND   | A    | 1T   | 1T   | 3–7   |
| US Open, New York          | Q2   | Q2   | 1T   | 1T   | 2T   | 2T   | 1T   | A    | A    | 1T   | 2T   | 3–7   |
| Vittorie–sconfitte         | 1–1  | 0–0  | 1–4  | 4–4  | 4–4  | 6–4  | 0–4  | 1–1  | 1–1  | 2–4  | 1-2  | 21–29 |

### Doppio nei tornei del Grande Slam
| Torneo          | 2015 | 2016 | 2017 | 2018 | 2019 | 2020 | 2021 | 2022 | 2023 | V–S   |
| --------------- | ---- | ---- | ---- | ---- | ---- | ---- | ---- | ---- | ---- | ----- |
| Australian Open | 1T   | 1T   | 1T   | 1T   | 2T   | A    | A    | 1T   | A    | 1–6   |
| Open di Francia | A    | 1T   | 3T   | 1T   | A    | A    | A    | A    | A    | 2–3   |
| Wimbledon       | 1T   | 3T   | A    | 1T   | A    | A    | A    | 1T   | 2T   | 3–5   |
| US Open         | 1T   | 2T   | 3T   | 1T   | A    | A    | A    | A    | 2T   | 4–5   |
| Totale          | 0–3  | 3–4  | 4–3  | 0–4  | 1–1  | 0-0  | 0-0  | 0–2  | 2-2  | 10–19 |

### Doppio misto nei tornei del Grande Slam
| Torneo          | 2015    | 2016    | 2017 | 2018 | ... | 2022 | 2023 | V–S |
| --------------- | ------- | ------- | ---- | ---- | --- | ---- | ---- | --- |
| Australian Open | 2T      | 1T      | 1T   | A    |     | 1T   | A    | 1–4 |
| Open di Francia | A       | 1T      | A    | A    |     | A    | A    | 0–1 |
| Wimbledon       | Assente | Assente | 1T   | 1T   |     | A    | A    | 0–2 |
| US Open         | 2T      | A       | A    | A    |     | A    | A    | 1–1 |
| Totale          | 2–2     | 0–2     | 0–2  | 0–1  |     | 0–1  | 0-0  | 2–8 |

### Vittorie contro giocatrici top-10
| Stagione | 2015 | 2016 | 2017 | 2018 | 2019 | 2020 | 2021 | 2022 | Totale |
| Vittorie | 3    | 4    | 2    | 2    | 0    | 0    | 0    | 2    | 13     |

| #    | Giocatrici          | Rank | Evento                           | Superficie  | Turno | Punteggio           | Rank. DSR |
| ---- | ------------------- | ---- | -------------------------------- | ----------- | ----- | ------------------- | --------- |
| 2015 |                     |      |                                  |             |       |                     |           |
| 1.   | Marija Šarapova     | 2    | Miami Open, Miami                | Cemento     | 2T    | 7–6(4), 6–3         | 97        |
| 2.   | Ana Ivanović        | 7    | Internazionali d'Italia, Roma    | Terra rossa | 2T    | 5–7, 7–6(2), 7–6(7) | 78        |
| 3.   | Lucie Šafářová      | 8    | Canadian Open, Toronto           | Cemento     | 2T    | 4–6, 7–5, 7–5       | 40        |
| 2016 |                     |      |                                  |             |       |                     |           |
| 4.   | Petra Kvitová       | 7    | Australian Open, Melbourne       | Cemento     | 2T    | 6–4, 6–4            | 39        |
| 5.   | Petra Kvitová (2)   | 6    | Madrid Open, Madrid              | Terra rossa | 3T    | 6–3, 6–4            | 39        |
| 6.   | Simona Halep        | 5    | Internazionali d'Italia, Roma    | Terra rossa | 2T    | 6–3, 4–6, 6–3       | 32        |
| 7.   | Angelique Kerber    | 1    | Hong Kong Tennis Open, Hong Kong | Cemento     | QF    | 6–3, 6–1            | 38        |
| 2017 |                     |      |                                  |             |       |                     |           |
| 8.   | Svetlana Kuznecova  | 8    | Internazionali d'Italia, Roma    | Terra rossa | 2T    | 2–6, 7–5, 6–4       | 33        |
| 9.   | Agnieszka Radwańska | 10   | Connecticut Open, New Haven      | Cemento     | SF    | 6–4, 6–4            | 26        |
| 2018 |                     |      |                                  |             |       |                     |           |
| 10.  | Garbiñe Muguruza    | 3    | Internazionali d'Italia, Roma    | Terra rossa | 2T    | 5–7, 6–2, 7–6(6)    | 24        |
| 11.  | Petra Kvitová (3)   | 5    | China Open, Pechino              | Cemento     | 2T    | 6–2, 6–1            | 33        |
| 2022 |                     |      |                                  |             |       |                     |           |
| 12.  | Ons Jabeur          | 10   | Indian Wells Open, Indian Wells  | Cemento     | 2T    | 7–5, 6(0)–7, 6–4    | 409       |
| 13.  | Jessica Pegula      | 7    | Washington Open, Washington      | Cemento     | 2T    | 6–2, 6–1            | 88        |